# Xã White Oak, Quận Hubbard, Minnesota
Xã White Oak (tiếng Anh: White Oak Township) là một xã thuộc quận Hubbard, tiểu bang Minnesota, Hoa Kỳ. Năm 2010, dân số của xã này là 475 người.